# جائحة فيروس كورونا في كازاخستان
إن جائحة كوفيد-19 في كازاخستان هي جزء من جائحة فيروس كورونا (كوفيد-19) حول العالم التي تسببها متلازمة تنفسية حادة شديدة (سارس-كوف-2). تأكد وصول الفيروس إلى كازاخستان في 13 مارس 2020. تضمن ذلك إصابة مواطنَين كازاخستانيين في مدينة ألماتي قد عادا من ألمانيا. في نفس ذلك اليوم، تأكدت إصابة حالتين إضافيتين هما أنثى قدمت من إيطاليا إلى مدينة نور سلطان، والأخرى من ألمانيا إلى مدينة ألماتي أيضًا. 
في 15 مارس، أعلن رئيس كازاخستان قاسم جومارت توكاييف حالة الطوارئ ابتداءً من 16 مارس وحتى 11 مايو 2020. أُلغيت العديد من العطلات مثل النيروز (عيد رأس السنة الفارسية والسنة الكردية) والاستعراض العسكري ليوم النصر على النازية.
في 19 مارس، فُرِض حجر صحي على مدينتي ألماتي ونور سلطان حيث كان يحدث أكبر عدد من الإصابات. في 30 مارس، فُرِض إغلاق تام على مدينة أتيراو و5 مدن أخرى في مقاطعة كراغندي.
حتى 21 يوليو، أبلغ موقع كازاخستان الرسمي عن 73,468 حالة إصابة مؤكدة (وهو نفس العدد الموجود في قاعدة البيانات العالمية لجامعة جونز هوبكينز)، و45,376 حالة تعافي، و585 حالة وفاة.

## خلفية
في 12 يناير 2020، أكدت منظمة الصحة العالمية أن فيروس كورونا الجديد كان سبب المرض التنفسي لدى مجموعة من الأشخاص في مدينة ووهان بمقاطعة هوبي في الصين، الأمر الذي أُبلِغت به منظمة الصحة العالمية في 31 ديسمبر 2019.
إن معدل وفيات بكوفيد-19 أقل بكثير من معدل الوفيات بالسارس عام 2003، لكن معدل الانتقال أعلى بشكل ملحوظ، مع حدوث عدد كبير من الوفيات.

## الخط الزمني

### مارس 2020
في 13 مارس، تأكدت إصابة مواطنَين كازاخستانيين بكوفيد-19 في مدينة ألماتي قد عادا من ألمانيا.
في 15 مارس، أعلن رئيس كازاخستان حالة الطوارئ في كل أنحاء جمهورية كازاخستان ابتداءً من الساعة الثامنة صباحًا من يوم 16 مارس وحتى الساعة السابعة صباحًا من يوم 15 أبريل. بحلول 16 مارس، ارتفع عدد الإصابات بنحو سبعة ما رفع الإجمالي في ذلك الوقت إلى تسعة، اثنتين منهم في مدينة ألماتي وسبعة في مدينة نور سلطان. فُرِض حجر صحي على مدينتي ألماتي ونور سلطان بعد زيادة عدد الحالات خلال ليلة واحدة إلى 33، منها 15 في مدينة ألماتي و18 في مدينة نور سلطان.
في 20 مارس، تأكدت أول حالة إصابة بفيروس كورونا لدى مسافرين اثنين من رحلة مينسك-نور سلطان، والتي هبطت بشكل اضطراري في مقاطعة كراغندي. في نفس ذلك اليوم، تأكدت إصابة 8 حالات ما رفع العدد الإجمالي الجديد إلى 41.
في 21 مارس، اكتشِف وجود الفيروس للمرة الأولى في إقليم كاراساي بمنطقة ألماتي.
في 22 مارس، اكتشِفت أول حالة إصابة بفيروس كورونا في مقاطعة أكتوبي.
في 24 مارس، للمرة الأولى، تأكد وجود ثلاث حالات إصابة في مدينة شيمكنت لدى رجل قد وصل في 20 مارس من مدينة نور سلطان بواسطة حافلة ركاب، وفي مقاطعة جامبيل لدى رجل قد وصل من قيرغيوستان، وفي مقاطعة كازاخستان الشمالية لدى امرأة قد وصلت من روسيا.
في 26 مارس، صُرِف مريضين من المشفى في مدينتي نور سلطان وألماتي، وفي نفس ذلك اليوم، أُبِلغ عن أول حالة وفاة بكوفيد-19 في مدينة نور سلطان، وهو مواطن عمره 64 سنة من قرية كوشي.
في 27 مارس، تأكدت وجود أول حالات إصابة بكوفيد-19 في مقاطعات أتيراو، وبافلودار، ومانكيستاو.
في 28 مارس، وُجِدت أول حالة إصابة بالفيروس في مقاطعتي كازاخستان الشرقية وكيزيلوردا.
في 29 مارس، تأكدت أول حالة إصابة بفيروس كورونا في مقاطعة كازاخستان الغربية.
في 31 مارس، وُجِد كوفيد-19 في مقاطعة كازاخستان الجنوبية (مقاطعة تركستان).

### أبريل 2020
في 3 أبريل، أكدت مقاطعة كوستاني أول حالة إصابة بفيروس كورونا، فكانت بذلك آخر مقاطعة تفعل ذلك.

### يونيو 2020
في مدينة نور سطلان، ازداد عدد حالات الإصابة المؤكدة بشكل حاد، وكذلك ازدادت عدد حالات ذات الرئة بشكل عام (ربما يكون ذلك مؤشرًا على أن العديد من المرضى لا يُفحصون لكوفيد-19).

### يوليو 2020
حدثت زيادة كبيرة في عدد حالات الإصابة في 1 يوليو بسبب تغيير الحكومة لكيفية الإبلاغ عن الحالات. ابتداءً من ذلك اليوم، أصبح الحالات غير العرضية تُشمَل ضمن إجمالي عدد الإصابات.

## الاستجابات الحكومية
أنفقت كازاخستان 14 مليار دولار على الاستجابة للجائحة وهو ما يمثل أكثر من 8% من إجمالي الناتج المحلي.

### الوقاية
في 24 يناير، أجرى موظفو مطار ألماتي الدولي وألوية ألماتي الطبية تمرينًا طبيًا. أُجِريت محاكاة لحالة وصول طائرة من الصين فيها راكب مصاب. بالإضافة إلى ذلك، كانت المعلومات المغلوطة تنتشر من خلال الموفدين حول المصابين في مدينة ألماتي. دحض ذلك وزير الرعاية الصحية.
حتى 25 يناير، كان هناك 98 طالبًا كازاخستانيًا في ووهان، ولكن لم يُبلًغ عن إصابة أي منهم.
اعتبارًا من 26 يناير 2020، عُزِّزت الرقابة الصحية والوبائية في نقاط التفتيش عبر الحدود، وأجريت تمارين تدريبية. بالإضافة إلى ذلك، وُفِّرت المراقبة الطبية للأشخاص القادمين من الصين، وعُلِّقت الإقامة دون تأشيرة مدة 72 ساعة التي كانت تُعطى للمواطنين الصينين في كازاخستان.
واجهت الدولة نقصًا في الأقنعة الطبية في الصيدليات. وفي وقت لاحق، أُبلِغ أن السماسرة الذين اشتروا الأقنعة قد باعوها بأسعار أعلى.
في 27 يناير، أُسِّست لجنة من عدة وزارات بإشراف الحكومة الكازاخستانية من أجل تنسيق نشاطات تهدف لمنع حدوث وانتشار فيروس كورونا. ترأس اللجنة نائب رئيس الوزراء بيرديبيك ساباربايف، وقد شملت كل الهيئات الحكومية ذات الصلة وحكّام مقاطعات ومدن نور سلطان وألماتي وشيمكنت.
في 28 يناير، أكثر من 1300 مواطن كازاخستاني موجودون في الصين، أكثر من 600 منهم سياح، يزورون بشكل أساسي مقاطعة هاينان. الحكومة الكازاخستانية جاهزة لإجلاء الطلاب الكازاخستانيين الموجودين في مدينة ووهان والبالغ عددهم 98. بالإضافة إلى ذلك، خطط كازاخستان لإيقاف القطارات بشكل مؤقت بين مدينة أورومتشي بإقليم سنجان في الصين والمدن الكازاخستانية.
في 29 يناير، قررت اللجنة تعليق إصدار تأشيرات للمواطنين الصينيين، وتعليق حافلات الركاب بين كازاخستان والصين ابتداءً من 29 يناير، وتعليق قطارات الركاب على طول الطرق الواصلة بين كازاخستان والصين ابتداءً من 1 فبراير، وتعليق حركة الطيران المنتظمة بين كازاخستان والصين ابتداءً من 3 فبراير. رفض الاتحاد الدولي للتنس اقتراحًا بنقل تصفيات كأس الاتحاد من مدينة دونغ غوان الصينية إلى مدينة نور سلطان ما بين 4 و8 فبراير. أُلغيت مسابقة كرة الماء الآسيوية والمقرر إجراؤها ما بين 12 و16 فبراير.
في 31 يناير، بدأت مرحلة جديدة من تعزيز المراقبة الصحية والوبائية. أُرسِل 150 اختصاصي خدمات صحية ووبائية إلى مراكز الحجر الصحي الموزعة على طول الحدود، أُنشِأ تشخيص مخبري للفيروس، وصودق على خوارزميات وبروتوكولات علاج سريري لتدابير مضادة للوباء.
في 2 فبراير، أُجلِي 83 كازاخستانيًا من مدينة ووهان الصينية، حيث بدأ جائحة كوفيد-19، كان من بينهم 80 طالبًا. بعد فحصهم، وُضِع القادمون تحت الحجر الصحي مدة 14 يومًا في مبنى مُصمَّم خصيصًا في مشفى متعدد الاختصاصات يوجد على بعد 7 كيلومتر من مدينة نور سلطان. في 5 فبراير، بطلب من الحكومة الكازاخستانية، أُجلِي 8 كازاخستانيًا آخر من مدينة ووهان بمساعدة روسيا وأوزباكستان. وُضِع 5 منهم تحت الإشراف الطبي في مدينة طشقند مدة أسبوعين، والثلاثة الآخرون في مدينة تيومين.
في 20 فبراير، طُرِح منهج لتصنيف الدول إلى 3 فئات بالاعتماد على درجة خطر انتشار فيروس كورونا. بحسب درجة الخطر هذه، يتعرض الأشخاص القادمين من دول تواجه تفشي خطير للمراقبة.
في 23 فبراير، حُجِرت رحلة تحمل ركابًا من طوكيو إلى نور سلطان، قد تضمنت 20 كازاخستانيًا و4 أشخاص من سفينة أميرة الألماس، والذين قد واجهوا تفشي كوفيد-19 على متن الطائرة. لم يكشف الاستقصاء عن وجود فيروس.
في 26 فبراير، اتخِذ قرار ابتداءً من 1 مارس بتعليق الرحلات الجوية من إيران، وتقليل عدد الرحلات الجوية إلى كوريا الجنوبية من 9 إلى 3 أسبوعيًا. في 2 مارس، اتخِذ قرار أيضًا بفرض حظر ابتداءً من 5 مارس على المواطنين الإيرانيين الذين يدخلون كازاخستان، وتعليق الرحلات ما بين نور سلطان وباكو، وتقليل عدد الرحلات الجوية على خط ألماتي-باكو من 5 إلى 1 في أسبوعيًا، وعلى خط أكتاو-باكو من 7 إلى 1 أسبوعيًا.
في 1 مارس، طرحت وزارة الصحة المرحلة الرابعة من التعزيز. وُضِع المسافرون الواصلون من بلدان الفئة 1أ تحت الحجر الصحي مدة 14 يومًا، وتحت المراقبة الطبية مدة 10 أيام. وُضِع الأشخاص الواصلون من دول الفئة 1ب تحت الحجر المنزلي مدة 14 يومًا. بموجب قرار هيئة الخدمات الصحية، يمكن عزل هؤلاء الواصلين في منشأة طبية. كان الأشخاص الذين يصلون من دول الفئة الثانية تحت المراقبة الطبية في المنزل مدة 14 يومًا، يتبعها مكالمة كل 10 أيام. أما الآخرون الذين قد وصلوا من دول الفئة الثالثة فكانوا يُراقبَون طبيًا عن بعد مدة 24 يومًا. قالت الوزارة إنه لم يكن هناك أي حالات إصابة بالفيروس، وقد تعرض هذا البيان لانتقادات من العامة الذين زعموا أن فيروس كورونا موجود بالفعل في كازاخستان نظرًا لقربها وحدودها المشتركة مع الصين والتي بقيت مفتوحة حتى فترة قريبة. وقد أدى ذلك إلى العديد من الشائعات بأن الحكومة الكازاخستانية كانت تخفي عمدًا حالات كوفيد-19 في الدولة، وقد دحضت وزارة المعلومات والتنمية العامة دورين أبايف هذه الادعاءات في 12 مارس.

### التدابير على مستوى الدولة
في 15 مارس، فرض الرئيس توكاييف حالة الطوارئ ابتداءً من الساعة 8 صباحًا من يوم 16 مارس 2020 وحتى الساعة 7 مساءً من يوم 15 أبريل 2020. أمر أيضًا في 17 مارس بإلغاء كل من احتفالات النيروز والاستعراض العسكري في الذكرى 75 للحرب العالمية الثانية في يوم النصر (9 مايو).
خلال فترة حالة الطوارئ، فُرِضت التدابير والقيود الزمنية التالية:
- عُزِّزت حماية النظام العام، وحماية الأشياء الاستراتيجية والهامة للدولة وخاصة النظام والأشياء الحساسة والمحمية بشكل خاص، بالإضافة إلى الأشياء التي تضمن النشاط الحيوي للسكان وعمل النقل.
- حُدِّدت وظيفة المنشآت التجارية الكبيرة.
- عُلِّقت نشاطات السوق، ومراكز الترفيه، ودور السينما، والمسارح، والمعارض، والنشاطات الأخرى التي يحدث فيها تجمع لحشد كبير من الناس.
- فُرِض الحجر الصحي، وطُبِّقت تدابير صحية واسعة النطاق لمكافحة الأوبئة بما في ذلك مشاركة الوحدات الهيكلية لوزارة الدفاع والشؤون الداخلية التي تعمل في مجال صحة السكان والصحة الوبائية.
- يُمنَع إقامة فعاليات ترفيهية ورياضية وغيرها من المناسبات العامة، بالإضافة إلى الفعاليات العائلية التأبينية.
- فٌرِضت قيود على دخول أراضي جمهورية كازاخستان، وكذلك على الخروج منها بكل وسائل النقل باستثناء الموظفين الدبلوماسيين لكازاخستان والدول الأجنبية، وكذلك أعضاء وفود المنظمات الدولية الذين يسافرون إلى الدولة بدعوة من وزير خارجية كازاخستان.

ابتداءً من 19 مارس، كانت تنشر منشورات على مدار الساعة حول حدود مناطق عديدة من كازاخستان والمستوطنات الكبيرة.

### عمليات الإغلاق
فُرض الحجر الصحي في 19 مارس في مدينتي نور سلطان وألماتي بموجب قرار صادر عن لجنة الدولة لضمان تنفيذ حالة الطوارئ. تضمن الحجر الصحي قيودًا على دخول وخروج الأشخاص. تحت الحجر الصحي، قُيد الدخول إلى هذه المدن، وأقيمت حواجز على الطرق عند مداخل المدن. أُغلقت مراكز التسوق الكبيرة في المدن، باستثناء محلات البقالة والصيدليات. نُظم ممر أخضر من أجل تمرير حمولات المواد الغذائية. عُزلت العديد من المجمعات السكنية والمباني الشاهقة في ألماتي بعد اكتشاف إصابات بفيروس كورونا عند السكان. طُوقت مناطق من الأحياء السكنية، وثُبتت نقطة تفتيش حول المكان. وفقًا لقواعد الحجر الصحي، بحيث لا يمكن لأي من السكان مغادرة المجمع السكني أو استقبال الضيوف.
في 22 مارس، حُظرت المداخل والمخارج من ألماتي ونور سلطان تمامًا، بما في ذلك الخدمات الجوية والسكك الحديدية. فقط بعد ذلك اليوم، أُمكن للقطارات العبور فقط دون إنزال الركاب والصعود. وبموجب قرار المقر التشغيلي بمنع انتشار كوفيد-19 في نور سلطان، مُنع جميع الركاب الجويين القادمين من الخارج من السفر إلى المدينة دون اجتياز التحليل والحصول على نتائج سلبية خاصة بالفيروس. استوعِب الوافدين من الخارج في الفنادق المنتشرة كمستشفيات طبية، حيث يخضع العاملون الصحيون للاختبارات. قال عمدة ألماتي باكيتزان ساغنتاييف أنه لدعم الأشخاص الذين وجدوا أنفسهم في وضع صعب، اتفق مع المسؤولين على تأجيل المدفوعات على جميع خدمات المرافق، بما في ذلك خدمات المصعد وجمع القمامة. أيضًا، لم يفصل مقدمو الخدمة المستهلكين المدينين عن الكهرباء والمياه والحرارة والغاز والاتصالات الهاتفية خلال فترة الحجر الصحي.
في 26 مارس، شُدد نظام الحجر الصحي في ألماتي. أُغلقت جميع أغراض التجارة والخدمات في المدينة، باستثناء متاجر المواد الغذائية والصيدليات.
في 28 مارس، بقرار من لجنة الدولة لحالة الطوارئ، عُزز الحجر الصحي: في نور سلطان وألماتي، أصبح خروج المواطنين من أماكن إقامتهم محدودًا، باستثناء شراء الطعام والطب والذهاب إلى العمل. أُغلقت جميع الأماكن المزدحمة، والمواصلات العامة محدودة، وحظر التجمع في الشوارع والأماكن العامة من قبل مجموعات من أكثر من ثلاثة أشخاص باستثناء أفراد الأسرة. وفرض الحجر الصحي لمدة 14 يومًا في العقار السكني (20 عامًا من الاستقلال) في منطقة أباي في شيمكنت مع تنظيم تجاوز المنزل. وعلقت المدينة أيضًا نشاط المطار ومحطات السكك الحديدية والحافلات ورياض الأطفال. فُرض حظر على الدخول والخروج على أراضي مدينة شيمكنت من الساعة 21:00 إلى 07:00، كانت وسائل النقل العام في مرافق تقديم الطعام محدودة أيضًا.
عُلقت أنشطة جميع المؤسسات والمنظمات في الفترة من 30 مارس إلى 5 أبريل، في نور سلطان وألماتي، بغض النظر عن الملكية، باستثناء هيئات الحكومة المركزية، ورؤساء البلديات، ووكالات إنفاذ القانون، ومنظمات الرعاية الصحية، ووسائط الإعلام، ومحلات البقالة والصيدليات ومنظمات دعم الحياة.
في 30 مارس، وُضع حجر صحي في أتيراو وكاراجاندا، مع مدنها التابعة أباي، وساران، وتميرتاو، وشاختينسك. أُدخل نظام خاص في أكتاو وعقد اجتماع دوري للمقر الإقليمي حول حالة الطوارئ. من أجل منع انتشار فيروس كورونا في إقليم منطقة بافلودار، تقرر تعزيز التدابير الصحية القائمة ومكافحة الوباء وإدخال تدابير إضافية. وُضعت تسعة حواجز طرق حول محيط المنطقة بالكامل، ومُنع السكان من مغادرة الشقق والمنازل بعد الساعة 22:00، باستثناء الذهاب إلى الصيدليات ومحلات البقالة داخل دائرة نصف قطر سكنهم، للعمل وحالات طلب المساعدة الطبية، عُزز نظام التطهير ومكافحة الوباء، بما في ذلك وسائل النقل العام والأماكن المزدحمة والمحلات التجارية ومراكز التسوق والمنازل والمباني السكنية ومحطات الحافلات.
وفي 31 مارس، أُغلق مدخل منطقة كوستاني. فرض الحجر الصحي في منطقة أكمولا وغرب كازاخستان، ووُضع عدد من الإجراءات التقييدية في مدينة شيمكنت ومناطق أكتوبي وزامبيل، بما في ذلك حظر الدخول والخروج من المنطقة.
في 1 أبريل، قُرر الحجر الصحي في مناطق بافلودار وشمال كازاخستان وتوقف كل من مطار نور سلطان نزارباييف ومطار ألماتي عن قبول جميع الرحلات الدولية والإجلاء.
في 2 أبريل، حُظر الدخول والخروج إلى منطقة الحجر الصحي في منطقة كاراغاندا تمامًا، وتوقفت أنشطة المطارات والمحطات الجوية والسكك الحديدية. أُدخل الحجر الصحي إلى مدينتي أوست-كامينوغورسك وسيمي. بالإضافة إلى ذلك، أُدخلت تدابير تقييدية إضافية في مقاطعة كورداي تحظر الرعي واستخدام وسائل النقل العام.
في 11 مايو، انتهى الحجر الصحي في كازاخستان.
فُرض حظر جديد في يوليو لمدة 14 يومًا، ولكن بشكل أقل صرامة من السابق، استجابة لارتفاع أعداد الحالات. في 13 يوليو، أعلن الرئيس توكاييف أن الإغلاق سيمدد لمدة أسبوعين حتى نهاية يوليو.
في أواخر يوليو، أُعلن عن حظر إضافي يتجاوز الحظر المقرر أن ينتهي في الثاني من أغسطس. ويمتد هذا لمدة أسبوعين في أغسطس.

### محاربة التضليل
قُبض على بعض منتقدي الحكومة بتهمة نشر معلومات كاذبة حول جائحة فيروس كورونا.

### التدابير الدولية
قدمت كازاخستان مساعدات إلى الجيران الإقليميين.

## الأثر الاقتصادي
بلغت التكلفة الإجمالية لتدابير التعامل مع الأزمة أكثر من 4 تريليون تنغي. توفرت هذه النفقات على حساب ميزانية الدولة بمبلغ 2.1 تريليون تنغي، وجذب الأموال لسندات البنية التحتية، والتحويل المضمون من الصندوق الوطني مقابل 1.8 تريليون تنغي.
لدعم رجال الأعمال الذين ساءت أوضاعهم المالية بسبب حالة الطوارئ، قدمت حكومة كازاخستان إعفاء من دفع الضرائب حتى 31 ديسمبر 2020 التي كانت: ضريبة الأملاك للكيانات القانونية وأصحاب المشاريع الفردية في مرافق البيع بالتجزئة الكبيرة ومراكز الترفيه التجارية ودور السينما والمسارح والمعارض ومرافق اللياقة البدنية والرياضية، وضريبة الأراضي على الأراضي الزراعية للمنتجين الزراعيين، وضريبة الدخل الفردي لأصحاب المشاريع الفردية الذين يعملون في إجراء الضرائب المعمول به بشكل عام. أوقف الرئيس توكاييف الفوائد على الالتزامات الضريبية غير المستوفاة حتى 15 أغسطس 2020، وأرجأ الموعد النهائي لتقديم التقارير الضريبية للربع الثالث من عام 2020.
تلقى المواطنون العاملون في كازاخستان الذين فقدوا دخلهم أثناء حالة الطوارئ بسبب إجبارهم على ترك وظائفهم دون أجر دعمًا ماليًا من صندوق التأمين الاجتماعي الحكومي. وبلغت الإعانات الاجتماعية لكل موظف 42.5 ألف تنغي شهريًا.
في 31 مارس، تحدث الرئيس توكاييف على الهواء عن فرص إضافية لدعم الشعب والشركات فيما يتعلق بحالة الطوارئ، بما في ذلك إشارة إلى المعاشات والمزايا العامة، بما في ذلك المساعدة الاجتماعية المستهدفة، وتوفير التغطية بمزايا اجتماعية إضافية بنسبة 10٪ من الناحية السنوية، وُسعت قائمة فئات المواطنين الذين كان من المفترض تزويدهم ببقالة مجانية ومجموعات منزلية من 1 أبريل إلى 1 يوليو، ودعم المزارعين للقيام في الوقت المناسب بالعمل الميداني الربيعي، وتوفير العمل حول المدن الكبيرة المحجورة للمشاريع الصغيرة والصغيرة أعمال متوسطة لمدة 6 شهور.
أوقفت الخدمة البريدية البريد الدولي للعديد من البلدان.